# Рибосомні білки
Рибосомні білки — це білки, які разом із рибосомними РНК утворюють субодиниці рибосоми. Важливий внесок у дослідження білків рибосом зробила німецька дослідниця українського походження Марина Родніна.

## Консервативність
Рибосомні білки є одними з найбільш консервативними в живих організмів.
З 40 білків малої субодиниці рибосоми, 15 є вкрай консервативними в прокаріот та евкаріот. 7 білків відомі лише в бактерій (S21, S6, S16, S18, S20, S21, and THX), а 17 білків наявні лише в археїв та евкаріот.
18 білків великої субодиниці рибосоми є універсальними для всіх трьох доменів живого, 14 характерні для бактерій, 27 — для евкаріот та археїв.